# Песчаная черепашка
Песчаная черепашка (лат. Polyphaga pellucida) — насекомое из семейства тараканов-черепашек отряда тараканообразных.

## Описание
Самки совершенно бескрылые с сильно выпуклым телом, 30—38 мм в длину; своим внешним обликом и плотными покровами тела они напоминают маленьких черепах. Окраска однотонно чёрная или с узким желтоватым пятном на боках основания заднеспинки, а иногда и среднеспинки. Длина переднеспинки самок 11,6—13,5 мм. Анальная пластинка в ширину примерно в 2 раза больше, чем в длину посредине, с округленными задне-боковыми углами и слегка округленно выступающим, посредине слабо надрезанным, задним краем.
Самцы с хорошо развитыми длинными надкрыльями и крыльями. Общая длина самцов 29—36,5 мм, тела 22,5—26,5 мм, переднеспинки 6,5—8,6 мм, надкрылий 24—30 мм. Тело самцов темнорыжевато-бурое или черноватое, обычно стеклянно-блестящее. Переднеспинка большая, почти четырёхугольная, в мельчайших зернышках, однотонно чёрная с желтоватой каймой по переднему краю; в передней части очень неясный продольный киль. Брюшко чёрное, от буровато-чёрного до рыжевато-бурого сверху и буровато-чёрное или бурое снизу. Надкрылья со слабо выпуклым передним краем, блестящие, краевое и косто-радиальное поля и анальная область чёрно-бурые или чёрные непрозрачные, остальная часть слегка затемнена, но прозрачная. Крылья стекловидно-блестящие, прозрачные с затемнением по переднему краю и обычно на самой вершине. Ноги чёрно-бурые, иногда почти чёрные, с многочисленными шипиками.

## Ареал и места обитания
Обитает в песчаных пустынях Средней Азии, где распространена от северо-восточной окраины Кызылкумов в присырдарьинской части южного Казахстана до Ферганской долины, Туркмении и южного Узбекистана; далее на юг ареал охватывает северо-восток и восток Ирана на юг до Сеистана и Кермана. Обитает в песках, уплотнённых суглинистых почв избегает, нередко заселяет норы грызунов (большой песчанки и других).